# Lepidurus lynchi
Lepidurus lynchi är en kräftdjursart som beskrevs av Linder 1952. Lepidurus lynchi ingår i släktet Lepidurus och familjen Triopsidae. Inga underarter finns listade i Catalogue of Life.